# Piotr Pridius
Piotr Yefímovich Pridius (10 de enero de 1932-14 de noviembre de 2003) fue un escritor y periodista soviético y ruso.

## Biografía
Nació en la stanitsa Bestráshnaya, en el raión de Otrádnaya del krai del Cáucaso Norte (en el actual krai de Krasnodar) el 10 de enero de 1932, en una familia de cosacos del Kubán. Estudió periodismo en la Universidad Estatal de Moscú. Tras acabar su formación, se trasladó a Kazajistán como redactor de un periódico. Después de unos años regresó al Kubán, dirigiendo las colectividades creadoras de ediciones tipográficas de varios raiones. Fue redactor jefe de Adigueiskói pravdy, administrando la prensa del comité territorial del Partido Comunista de la Unión Soviética y suplente del redactor jefe de la revista Kubán. Creó en 1991 y fue redactor jefe durante diez años del periódico Kubánskiye novosti. Desde él criticaba las políticas de Borís Yeltsin bajo el seudónimo Stepan Jutorskói. Fue elegido como atamán de su stanitsa natal. Murió el 14 de noviembre de 2003.

## Premios
- Orden de la Insignia de Honor
- 6 medallas
- Trabajador honorífico de la cultura de la Federación Rusa
- Ciudadano honorífico del raión de Otrádnaya
- Carta honorífica del Consejo de Ministros de la República de Bielorrusia (2002)[1]
- Nominado para el premio Pluma de Oro del Kubán (1995)
- Miembro de la Academia Internacional de la Informatización.